# Štěpán Trochta
 Štěpán Trochta S.D.B. (Francova Lhota, Vsetín, 26 de marzo de 1905 - Litoměřice, 6 de abril de 1974) fue un obispo checo de la Iglesia católica, que sufrió primero la persecución de los nazis y después del régimen comunista de la República Democrática Checoslovaca. Durante sus últimos años fue cardenal in pectore.
Su causa de santidad había sido planeada en su antigua diócesis, pero los planes para hacerlo se descartaron. Todavía hay iniciativas locales para iniciar el proceso.

## Biografía
Nació en Francova Lhota el 26 de marzo de 1905. Recibió la ordenación sacerdotal en Turín, donde había completado sus estudios en el Instituto Filosófico Salesiano, el 29 de junio de 1932. Fue Boy-Scout Junák cuando era un monje salesiano. Enviado a Moravia, tuvo que interrumpir su actividad didáctica y organizativa después de la ocupación nazi de Checoslovaquia. Durante la guerra fue un jefe de la resistencia. Después de la atentado contra Reinhard Heydrich, el gobernador nazi del Protectorado de Bohemia y Moravia, fue detenido, torturado y aprisionado en los campos de Mauthausen y Dachau, donde sobrevivió milagrosamente.
El Papa Pío XII lo nombró obispo de Litoměřice el 1947; aunque el régimen comunista checo le impidió realizar su actividad episcopal. Entre 1948 y 1949 fue el portavoz de la Conferencia Episcopal Checoslovaca en les negociaciones con el gobierno comunista. En 1953 fue detenido por el Servicio de Seguridad Checoslovaco, y después de un juicio de dos días, el Tribunal Supremo lo sentenció a 25 años de encarcelamiento por espiar para el Vaticano. Fue amnistiado en 1960, siendo liberado de la prisión, pero se le prohibió realizar toda actividad pastoral. Esto lo llevó a trabajar como plomero y obrero de la construcción. En febrero de 1962 sufrió un infarto (permaneció en el hospital hasta 1963), por lo que se le permitió conservar su cargo, pero se retiró de sus deberes oficiales en noviembre de 1962 a un hogar para sacerdotes en Tábor en 1963 y luego en Radvanov en 1964.
En 1968 conoció por primera vez al Papa Pablo VI, quien apreció su obra y testimonio. El 20 de julio de 1969, el tribunal supremo anuló su antigua condena como una violación de sus derechos legales. El Papa Juan XXIII había invitado a Trochta en 1962 a asistir al Concilio Vaticano II, pero las autoridades checas no le dieron permiso para viajar a Roma. En 1969 el Papa Pablo VI lo nombró cardenal in pectore, haciéndose público en 1973.
Murió el 6 de abril de 1974 en Litoměřice.

## Condecoraciones
Caballero de III Clase de la orden de Tomáš Garrigue Masaryk (1992)

## Otros proyectos
- Wikimedia Commons alberga una categoría multimedia sobre Štěpán Trochta.